# Maison musée de Giorgio De Chirico
La maison musée de Giorgio De Chirico (en italien : Casa Museo di Giorgio de Chirico) est située au 31 place d'Espagne à Rome, en Italie. Il s'agit d'un musée consacré à l’œuvre de Giorgio De Chirico et créé par son épouse. Il se trouve dans le Palazzetto del Borgognoni qui date du XVIe siècle. Le bâtiment est acquis par Giorgio de Chirico en 1948. Il est laissé en l'état par sa veuve et ouvert en tant que musée en 1998. Il ne se visite que sur rendez-vous.

## Collections
Parmi les œuvres exposées :
- Interno metafisico con nudo anatomico, 1968
- Il meditatore, 1971
- Sole su cavalletto, 1972
- Due cavalli in riva al mare, 1964
- Autoritratto di De Chirico, 1953
- Donna in riposo, 1936
- Naiadi al bagno, 1955
- Riposo del Gladiatore, 1968
- Orfeo trovatore stanco, 1970
- Ritratto di Isa con testa di Minerva, 1944
- Bagnanti, 1945
- Frutta con busto di Apollo, 1973
- Interno metafisico con biscotti, 1968
- Il rimorso di Oreste, 1969
- Bagni misteriosi, 1973
- L'anniversario del principe, 1973
- Triangolo metafisico, 1958
- Pianto d'amore (Ettore e Andromaca), 1974
- Le maschere, 1973[1]

## Source de la traduction
- (en) Cet article est partiellement ou en totalité issu de l’article de Wikipédia en anglais intitulé « Giorgio De Chirico House Museum » (voir la liste des auteurs).